# Touchay
Touchay é uma comuna francesa na região administrativa do Centro, no departamento Cher. Estende-se por uma área de 23,83 km². Em 2010 a comuna tinha 252 habitantes (densidade: 10,6 hab./km²).